# (10060) Amymilne
(10060) Amymilne (1988 GL) – planetoida z pasa głównego asteroid okrążająca Słońce w ciągu 3,83 lat w średniej odległości 2,45 j.a. Odkryta 12 kwietnia 1988 roku.